# مغناطیس حیوانی
مغناطیس حیوانی یا مَنیَتیزم یا مانیه‌تیزم یا انرژی انسانی (به انگلیسی: Animal magnetism) نامی است که پزشک آلمانی فرانتس آنتوان مسمر در قرن ۱۸ به آنچه تصور می‌کرد نیروی طبیعی نامرئی است که توسط حیوانات ساطع می‌شود داد. او معتقد بود که این نیرو می‌تواند اثرات جسمانی از جمله شفا داشته باشد. با وجود تلاش مستمر در ارائه نظریه خود، در ارائه راه کار علمی برای توجیه فرضیه خویش ناموفق ماند.
مسمر بانی این نظریه و پیروانش معتقدند دلیل خواب هیپنوز، پیدایش این حالت در شخص، اثر نیرویی است که از دست‌ها و چشم‌های هیپنوتیزور خارج می‌شود. به عقیده مسمر کائنات را امواجی فرا گرفته که این امواج در انسان نیز به وفور یافت می‌شود و اگر این امواج از جسم انسانی به جسم انسانی دیگر وارد شود، می‌تواند بسیاری از امراض را درمان کند. وی که این امواج را مغناطیس حیوانی می‌نامید معتقد بود که وجود این امواج در همگان یکسان نیست و همه کس قادر نخواهد بود آن را مهار کرده و از آن استفاده نماید.
مسمر در حقیقت با این نظریه در نظر داشت برای پدیده هیپنوتیزم توجیه علمی ارائه دهد که موفق نشد. از این رو در سیر تاریخی هیپنوتیزم را خواب مغناطیسی یا خواب مصنوعی نیز می‌نامیده‌اند.